# Маскара (област)
Вижте пояснителната страница за други значения на Маскара.
Маскара (също и Муаскар) (на арабски: معسكر) е административно-териториална област (уилая) в северозападната част на Алжир. Населението ѝ е 784 073 жители (по данни от април 2008 г.),
Създадена е през 1962 година. Наречена е на нейния административен център град Маскара (Муаскар).
„Маскара“ в превод от арабски означава военен гарнизон и няма нищо общо с понятието маскара (mascara, спирала с грим/туш за мигли).

## География
Граничи с областите Мостаганем на север, Релизан и Тиарет на изток, Саида на юг, Сиди Бел Абес и Оран на запад.
Област Маскара лежи в Атласките планини. На 18 август 1994 г. в гр. Маскара е имало земетресение с магнитуд 5,6 по скалата на Рихтер, отнело живота на 171 жители на града.

## Административно деление
Административно областта е разделена на 16 околии (даири) и 47 общини (баладии).

### Околии
- Айн Фарес (Aïn Farès)
- Айн Фекан (Aïn Fekan)
- Ауф (Aouf)
- Буханифия (Bouhanifia)
- Грис (Ghriss)
- Ел-Бордж (El Bordj)
- Захана (Zahana)
- Маскара (Mascara)
- Мохамедия (Mohammedia)
- Огаз (Oggaz)
- Сиг (Sig)
- Тигениф (Tighenif)
- Тизи (Tizi)
- Уед Тария (Oued Taria)
- Улед Атия (Ouled Attia)
- Хашем (Hachem)